# Calabacicas
Calabacicas fue una aldea española del municipio de Albacete, perteneciente a la provincia de Albacete.

## Geografía
El paraje está ubicado a una distancia de 3-4 km al oeste de Albacete.

## Historia
Hacia mediados del siglo XIX, la aldea pertenecía al término de Albacete. Aparece descrita en el quinto volumen del Diccionario geográfico-estadístico-histórico de España y sus posesiones de Ultramar de Pascual Madoz de la siguiente manera:

CALABACICAS: ald. en la prov., part. jud. y térm. jurisd. de Albacete. (V.)
(Madoz, 1846, p. 236)